# Berzeviczy Tivadar
Berzeviczei és kakas-lomniczi Berzeviczy Tivadar (Berzevice, 1817. július 28. – Berzevice, 1889. október 19.) királyi tanácsos, királyi tanfelügyelő.

## Élete
Berzeviczy József és Kolosy Janka fia volt. Iskoláit Kisszebenben és Kassán végezte. Előbb joggyakornok volt; 1839–1840-ben Pozsonyban az országgyűlési ifjúság lelkes soraiban találjuk Pulszky Ferenc oldalán; 1840-ben, miután Pesten ügyvédi oklevelet szerzett, megyei szolgálatba lépett Sáros megyében és fokonként emelkedett a főjegyzői állásra s ebben maradt a szabadságharcig, amelyben ő is részt vett mint önkéntes és jelen volt a kassai ütközetben. Az abszolutizmus korszakában visszatért berzevicei birtokára, ahol tanulmányainak és a gazdálkodásnak élt. A politikai élet újra ébredése őt is a közpályára szólította: Sáros megye tiszt. főjegyzője, majd a megyei törvényszék elnöke s később a vármegye alispánja lett; 1865-ben pedig a héthársi kerület országgyűlési képviselővé választotta. A parlamentben, mint a Deák-párt híve, tevékeny részt vett azon bizottság munkálataiban, amely a nemzetiségi törvény előkészítésével foglalkozott. 1869-ben újra beválasztatott a parlamentbe. 1870-ben Szepes és Sáros tanfelügyelőjévé neveztetett ki és királyi tanácsosi címet nyert. A Sáros megyében olyan fontos kultúrmissziót teljesítő eperjesi Széchenyi-körnek ő volt úgyszólván megteremtője és hosszú időn keresztül elnöke. 1885 októberében nyugalomba vonult és a vaskoronarend keresztjét nyerte kitüntetésül.

## Munkái
Oroszlán szivű Richard Palestinában, vagy Anglia diszzászlója, tört. vitézi játék 4 felv. Scott Valter után ford. (Előadatott Kassán. 1857. február 25. (Ism. Honművész 1837. 21. sz.)
Két képviselői programbeszéde is jelent meg nyomtatásban.